# Liste der Mitglieder des Tiroler Nationalrates
Diese Liste der Mitglieder des Tiroler Nationalrates listet alle Mitglieder des Tiroler Nationalrates (auch Tiroler Nationalversammlung) auf, der sich zu Ende des Ersten Weltkriegs in Tirol konstituierte. Der Tiroler Nationalrat tagte ab 26. Oktober 1918 und wurde am 21. Dezember 1918 von der provisorischen Landesversammlung abgelöst.

## Geschichte
Nachdem die Auflösung Österreich-Ungarns im Oktober 1918 begonnen hatte, konstituierten sich in den Ländern des verbliebenen „Deutschösterreichs“ provisorische Landtage. In Tirol fand sich dabei bereits im Oktober 1918 der Tiroler Nationalrat zusammen, der bis zur Konstituierung der provisorischen Landesversammlung bestand und zwischen dem 26. Oktober und dem 16. Dezember 1918 tagte. Der Tiroler Nationalrat bildete sich dabei aus den am 26. Oktober 1918 versammelten „deutschtirolischen“ Landtags- und Reichsratsabgeordneten, die Landeshauptmann Josef Schraffl zu ihrem Vorsitzenden sowie Wilhelm Greil und Josef Wackernell zu seinen Stellvertretern wählte. In der Sitzung am 1. November 1918 wurde schließlich die endgültige Zusammensetzung des Tiroler Nationalrates beschlossen. Der Tiroler Nationalrat bestand in der Folge aus den sieben Mitgliedern des Landesausschusses, sechs Mitgliedern der Tiroler Volkspartei, vier Deutschnationalen und drei Sozialdemokraten sowie einem nachträglich noch nachnominiertem Mitglied.

## Mitglieder
| Name                      | Fraktion                    | Anmerkung            |
| ------------------------- | --------------------------- | -------------------- |
| Abram Simon               | Sozialdemokratische Partei  |                      |
| Bauhofer Alois            | Tiroler Volkspartei         |                      |
| Corradini Gabriele        | Landesausschuss             |                      |
| Forcher-Mayr Hans         | Deutschfreiheitliche Partei |                      |
| Holzhammer Josef          | Sozialdemokratische Partei  | Dritter Vorsitzender |
| Hörmann                   | Deutschfreiheitliche Partei |                      |
| Kapferer Max              | Landesausschuss             |                      |
| Lantschner Friedrich      | Deutschfreiheitliche Partei |                      |
| Lardschneider Archangelus |                             |                      |
| Malfertheiner Michael     | Tiroler Volkspartei         |                      |
| Mayr Michael              | Tiroler Volkspartei         |                      |
| Menz Josef                | Tiroler Volkspartei         |                      |
| Rapoldi Martin            | Sozialdemokratische Partei  |                      |
| Schöpfer Aemilian         | Landesausschuss             |                      |
| Schraffl Josef            | Landesausschuss             | Vorsitzender         |
| Schumacher Ludwig         | Tiroler Volkspartei         |                      |
| Sternbach Paul            | Landesausschuss             | Zweiter Vorsitzender |
| Stumpf Franz              | Landesausschuss             |                      |
| Wackernell Josef          | Tiroler Volkspartei         |                      |
| Walther Wilhelm           | Deutschfreiheitliche Partei |                      |
| Winkler Anton             | Landesausschuss             |                      |